# 6531 Subashiri
6531 Subashiri (1994 YY) là một tiểu hành tinh nằm phía ngoài của vành đai chính được phát hiện ngày 28 tháng 12 năm 1994 bởi T. Kobayashi ở Oizumi.